# Костенко Костянтин Олегович
Костянти́н Оле́гович Косте́нко (28 листопада 1994 — 16 серпня 2014) — солдат 28-ї окремої механізованої бригади Збройних сил України, учасник російсько-української війни.

## Життєвий шлях
Народився 28 листопада 1994 року в місті Вознесенськ Миколаївської області. У 2013 році закінчив загальноосвітню школу № 10 міста Вознесенська.
У Збройних Силах України з осені 2013 року. Служив за контрактом старшим стрільцем механізованого взводу 28-ї окремої механізованої бригади.
З літа 2014 року брав участь в антитерористичній операції на Сході України.
Загинув від поранення в серце під час обстрілу терористами біля села Благодатне у Амвросіївському районі Донецької області.
Тоді ж полягли Віктор Булавенко, Олександр Друзь, Микола Прудій, Олександр Топал й Олександр Цибульський.
Поховали Костянтина 20 серпня 2014 року у Вознесенську на Лагерському кладовищі. 19-20 серпня у Вознесенську були днями жалоби.
Без сина лишилися мама Оксана Вікторівна, батько Олег Володимирович.

## Нагороди та вшанування
За особисту мужність і героїзм, виявлені у захисті державного суверенітету та територіальної цілісності України, вірність військовій присязі під час російсько-української війни, відзначений — нагороджений
- орденом «За мужність» III ступеня (15.5.2015, посмертно)
- в лютому 2015-го у воскресенській ЗОШ № 10 відкрито меморіальну дошку випускникові Костянтину Костенку
- 19 квітня 2019 року рішенням Вознесенської міської ради разом з іншими вознесенцями, що загинули в АТО, він був удостоєний звання Почесного громадянина міста Вознесенська[1].
- Його портрет розміщений на меморіалі «Стіна пам'яті полеглих за Україну» у Києві: секція 2, ряд 8, місце 33.
- Вшановується 16 серпня на щоденному ранковому церемоніалі вшанування українських захисників, які загинули цього дня у різні роки внаслідок російської збройної агресії.[2]